# Споменик природе Група стабала липе у селу Истинић
Споменик природе „Група стабала липе у селу Истинић“, на територији општине Дечани, на Косову и Метохији, представља споменик природе од 1968. године.
Заштићена стабла липе (Tilia argentea) представљају остатак некада компактне веома старе, вештачки подигнуте културе, вероватно у доба настајања гробља у селу Истинићу и последњу већу групу оваквих стабала која се овде задржала а којих је некада било много. Заштићена група стабала састоји се од 21 примерка липе, на месту званом Ворет Ибердемај.

## Решење - акт о оснивању
Решење о стављању под заштиту државе групе стабала липе у селу Истинић на сеоском гробљу, на месту званом Ворет Ибердемај, Број 05-1874/3 - СО Дечани од 16. септембра 1968.